# Illustrierter Wegweiser durch die österreichischen Kurorte, Sommerfrischen und Winterstationen
Der Illustrierte Wegweiser durch die österreichischen Kurorte, Sommerfrischen und Winterstationen erschien jährlich in Wien und Leipzig. Die erste Ausgabe erschien 1908. Im Jahr 1914 erschien der Illustrierte Wegweiser durch die österreichischen Kurorte, Sommerfrischen und Winterstationen zum letzten Mal. Die Firma Elbemühl fungierte als Verleger der Zeitschrift.
Der Grundgedanke der Zeitschrift war, den Lesern die schönsten Kur-, Sommer- und Winterorte Österreichs zu präsentieren. Jedes Titelblatt zeigt den charakteristischen Schriftzug und dem großen W, in welchem ein typisch österreichisches Dorf am Fuße eines Berges abgebildet ist.